# Козубовский, Фёдор Андреевич
Федор Андреевич Козубовский (род. 5 августа 1895, с. Богушево — 2 сентября 1938) — советский украинский археолог, командир Второго Полесского коммунистического повстанческого полка.

## Биография
Родился в крестьянской семье. В 1926 году окончил Смоленский учительский институт. Находясь на военной службе, с 1917 года участвовал в политической борьбе на стороне большевиков. Один из организаторов Полесского вооруженного восстания 1918—1919 годов. Командовал 2-м Полесским коммунистическим повстанческим полком, который вел бои против немецких войск, Директории Украинской народной республики, польской армии в районе городов Сарны и Пинск. С 1921 года работал учителем, инспектором народного образования, директором краеведческого музея в городе Коростень. В 1929—1932 годах — директор Одесской областной библиотеки, управляющий областного архивного управления и одновременно аспирант Одесского краевого историко-археологического музея. После аспирантуры — на научной работе во Всеукраинском археологическом комитете. Занимал должность ученого секретаря отделения ВУАН (1933—1934), директор Института истории материальной культуры АН УССР (1934—1936).
Круг научных интересов Козубовского — первобытная археология. В 1925 году провел обследование поселений медной и бронзовой эпох, городищ и курганов периода Киевской Руси на Житомирщине. Принимал активное участие в организации и осуществлении экспедиционных исследований различных археологических памятников в Черниговщине, Черкащине, в Ольвии, на Перекопском перешейке, руководил археологическим исследованием территории будущего подтопления ГЭС на Южном Буге (1930—32).
В конце апреля 1936 года был арестован органами НКВД УССР по сфальсифицированному обвинению в контрреволюционной деятельности. Помещен в психиатрическую больницу. Просил врачей дать ему яд. Казнён 2 сентября 1938 года. Реабилитирован 12 августа 1958 года.
Имя Ф. А. Козубовского носит одна из улиц Пинска.
Жена — Анна Захаровна, дети — Виктор и Слава.

## Публикации
- Коростенський окружний музей краєзнавства (укр.) // Бюлетень кабінету антропології та етнології ім. Хв. Вовка. — Київ, 1925. — С. 21—22.
- Записки про досліди археологічні коло м. Коростеня року 1925 (укр.). — Коростень: Нове село, 1926. — 24 с.
- Коростенська округа (укр.) // Краєзнавство[укр.]. — 1927. — № 3. — С. 26—27. Архивировано 5 декабря 2023 года.
- Коростенська округа (укр.) // Краєзнавство[укр.]. — 1928. — № 2—3. — С. 46—47. Архивировано 5 декабря 2023 года.
- Геологічні досліди на Коростенщині (укр.) // Краєзнавство[укр.]. — 1928. — № 5. — С. 11—18. Архивировано 5 декабря 2023 года.
- Археологічні дослідження на території Богесу 1930—1932 рр. (підсумки археологічних розвідкових робіт в районі майбутнього підтоплення Бозької гідроелектроцентралі) (укр.). — Київ: ВУАН, 1933. — 96 с.
- Буржуазна історія матеріальної культури на послугах фашизму (укр.). — Київ: ВУАН, 1934. — 100 с.
- Задачі історії матеріальної культури в другій п’ятилітці (укр.) // Наукові записки Інституту історії матеріальної культури / відп. ред. Ф. А. Козубовський. — Кн. 1. — Київ: Вид-во ВУАН, 1934. — С. 5—20.
- Стоянки родових громад на поліських дюнах (укр.) // Наукові записки Інституту історії матеріальної культури / відп. ред. Ф. А. Козубовський. — Кн. 1. — Київ: Вид-во ВУАН, 1934. — С. 21—39.
- Історичне коріння української буржуазної археології (укр.) // Наукові записки Інституту історії матеріальної культури / відп. ред. Ф. А. Козубовський. — Кн. 2. — Київ: Вид-во ВУАН, 1934. — С. 11—32.
- Експедиційні дослідження Інституту матеріальної культури ВУАН 1934 року (укр.) // Вісті Всеукраїнської Академії наук. — 1934. — № 8—9. — С. 40—50. Архивировано 2 декабря 2023 года.
- Первісна стоянка на р. Бакшалі коло с. Анетівки (середній басейн р. Буга) (укр.) // Наукові записки Інституту історії матеріальної культури / відп. ред. Ф. А. Козубовський. — Кн. 5—6. — Київ: Вид-во ВУАН, 1935. — С. 113—124. Архивировано 26 марта 2023 года.
- Нова палеолітична стоянка (укр.) // Наукові записки Інституту історії матеріальної культури / відп. ред. Ф. А. Козубовський. — Кн. 5—6. — Київ: Вид-во ВУАН, 1935. — С. 177—182. Архивировано 26 марта 2023 года.